# Víctor Cruz
Víctor Manuel Cruz Gil (24 de diciembre de 1957 - 26 de septiembre de 2004) fue un lanzador dominicano que jugó en las Grandes Ligas de Béisbol. Jugó durante cinco temporadas en las mayores para los Azulejos de Toronto, Indios de Cleveland, Piratas de Pittsburgh, y Rangers de Texas. Fue firmado por los Cardenales de San Luis como amateur en 1976. Cruz jugó su primera temporada como profesional con los Johnson City Cardinals en 1976, y su última con el equipo de Triple-A de los Tigres  de Detroit, Nashville Sounds en 1985.

## Liga Dominicana
Cruz jugó en la Liga Dominicana alrededor de doce temporadas militando para los equipos Tigres del Licey, Caimanes del Sur y Águilas Cibaeñas. Su mejor desempeño lo tuvo con los Tigres donde registró un récord de 40 salvamentos. Terminó con 22 victorias, 12 derrotas en total.